# Baktericidi
Baktericid je tvar koja ubija bakterije. Baktericidi mogu biti sredstva za dezinfekciju, antiseptici (za rabljenje na koži) ili antibiotici. 
Tvari koje ne ubijaju bakterije, nego samo sprječavaju njihov rast i razmnožavanje nazivamo bakteriostatici.

## Baktericidna sredstva
- aktivni klor (npr. hipokloriti, kloramini trikloroizocianurat, vlažni klor, klorov dioksid ...),
- aktivni kisik (peroksidi, npr. perocetna kislina, kalijev persulfat, natrijev perborat, natrijev perkarbonat ...),
- jod (jodpovidon, lugol, jodova tinktura ...),
- koncentrirani alkohol (etanol, 1-propanol i 2-propanol
- fenolni spojevi (npr. fenol, krezoli, halogenirani (klorirani, bromirani) fenoli, npr. heksaklorofen, triklosan, triklorofenol, tribromofenol, pentaklorofenoli njihove soli),
- oksidanti kao npr. ozon;
- teške kovine i njihove soli, npr. koloidno srebrov nitrat, modra galica ...
- razne kiseline
- natrijev, kalijev, kalcijev hidroksid).